# ジョニー・ベンタース
ジョナサン・ウィリアム・ベンタース（Jonathan William Venters, 1985年3月20日 - ）は、アメリカ合衆国ケンタッキー州パイク郡パイクビル出身の元プロ野球選手（投手）。左投左打。

## 経歴

### プロ入り前
ベンタースが生まれたケンタッキー州パイクビルはオハイオ州シンシナティに近く、そのため家族全員がシンシナティ・レッズのファンだったという。

### プロ入りとブレーブス時代
2003年のMLBドラフト30巡目（全体907位）でアトランタ・ブレーブスから指名され、プロ入り。

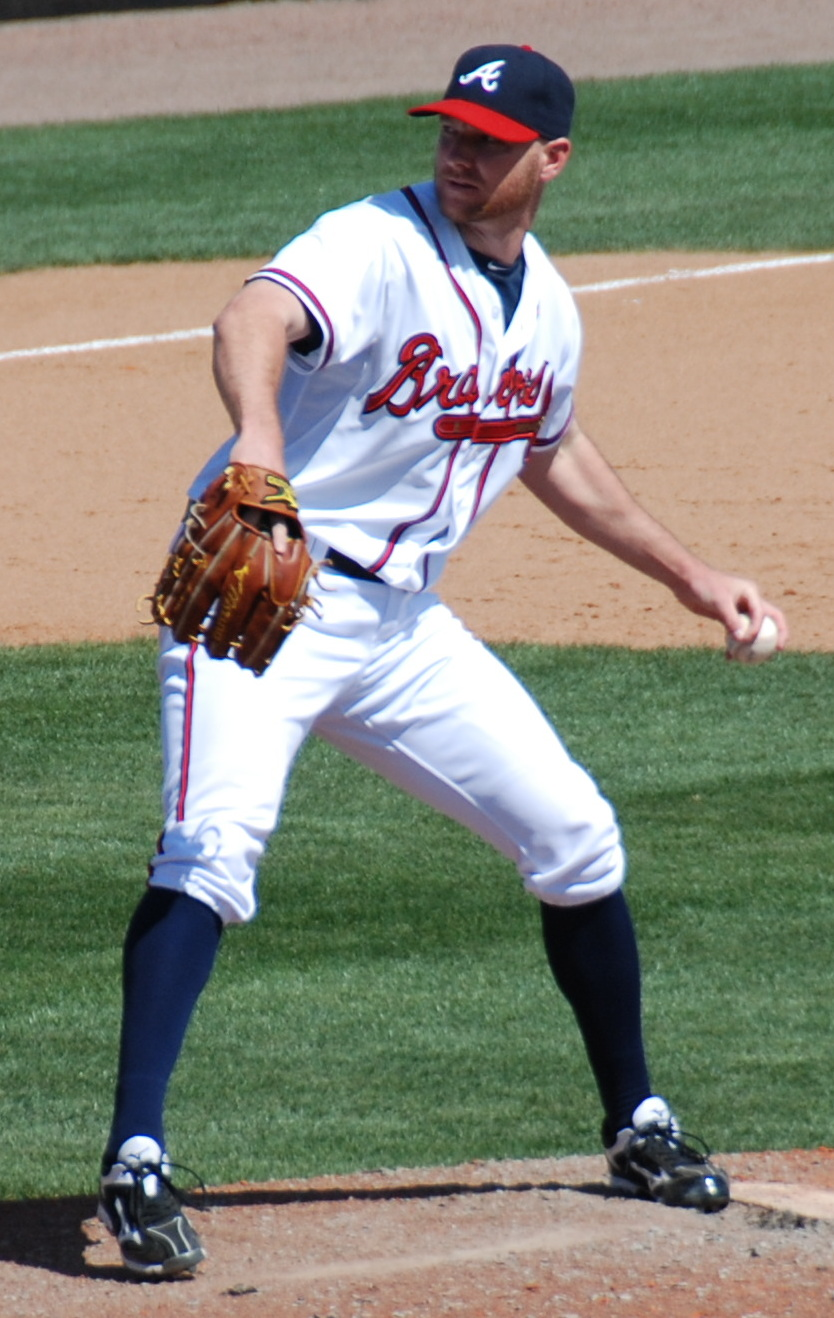
アトランタ・ブレーブス時代
(2012年3月18日)

マイナーでは主に先発として起用された。2010年のスプリングトレーニングではジョジョ・レイエスとリリーフ投手の最後の枠の争うことになったが、結局開幕をマイナーで迎えた。マイク・ダンが4月17日にマイナー降格したのに伴ってメジャー昇格を果たし、同日メジャーデビューを果たした。
6月17日のミルウォーキー・ブルワーズ戦にて、プリンス・フィルダーに対し、故意死球を投げたとみなされ、ブレーブス監督のボビー・コックスとともに、退場となった。のちに、ベンタースに対し4試合の出場停止の判決が出された。この判決はその後、ベンタースの訴えにより取り消されている。最終的にこのシーズンは、ナ・リーグ6位となる79試合に登板した。また、ナ・リーグの新人王の投票では8位に入った。
2011年は、主にクレイグ・キンブレルにつなぐセットアッパーとして起用され、キンブレル、エリック・オフラハティとともにブレーブスのブルペンを支えた。
2012年6月22日のニューヨーク・ヤンキース戦でアレックス・ロドリゲスに彼のキャリアで23本目のグランドスラムを被弾するなど、前半戦は苦しんだ。7月5日に左肘の痛みにより故障者リスト入りし、22日のワシントン・ナショナルズ戦で復帰した。
2013年はシーズン開幕前に左肘の違和感で故障者リスト入りした。トミー・ジョン手術を避けリハビリに励み、5月中の復帰を目指したが、結局キャリア2度目のトミー・ジョン手術を受け、シーズンを全休した。
2014年3月23日に前年の手術の影響で、15日間の故障者リスト入りした。3月29日に60日間の故障者リストへ異動した。8月にキャリア3度目のトミー・ジョン手術を受けた。11月21日にフリーエージェント(FA)となった。

### レイズ時代
2015年3月11日にタンパベイ・レイズと2年契約のマイナー契約を結んだ。
2016年には傘下のA+級シャーロット・ストーンクラブズで4年ぶりの公式戦登板を果たした。オフの11月7日にFAとなったが、2017年3月27日にマイナー契約を結んで再契約した。
2017年はルーキー級ガルフ・コーストリーグ・レイズ、A+級シャーロット、AA級モンゴメリー・ビスケッツ、AAA級ダーラム・ブルズでプレーし、4球団合計で24試合に登板して防御率2.28、29奪三振を記録した。オフの11月7日にFAとなったが、12月14日にマイナー契約を結んで再契約し、2018年のスプリングトレーニングに招待選手として参加することになった。
2018年4月25日にAAA級ダーラムからメジャーに昇格し、当日のボルチモア・オリオールズ戦の6回裏に登板。先頭のクリス・デービスをショートゴロに打ち取りマウンドを降りた。トミー・ジョン手術を3度受けてメジャーに復帰した初めての投手となった。

### ブレーブス復帰
2018年7月26日に後日発表選手とのトレードで、ブレーブスへ移籍した。シーズンでは2球団合計で50試合登板（34+1⁄3投球回）で5勝2敗3セーブ、16ホールド、防御率3.67を記録した。シーズン終了後にはナ・リーグのカムバック賞に選出された。11月30日にブレーブスと単年225万ドルで合意した。
2019年は開幕から絶不調で、9試合の登板で防御率17.36だった。5月18日にFAとなった。

### ナショナルズ時代
2019年5月29日にワシントン・ナショナルズとマイナー契約を結んだ。6月25日にメジャー契約を結んでアクティブ・ロースター入りした。オフの10月31日にFAとなった。

## 投球スタイル
95mph（約152.8km/h）ほどのハードシンカーを武器とする。彼のメジャーデビューした2010年にブレーブスの監督を務めていたボビー・コックスは「左投手がこんな球を投げるのは50年のプロ生活でも観たことがない」と言い、この球を "スーパーシンカー" と呼んでいる。

## 詳細情報

### 年度別投手成績
| 年 度    | 球 団    | 登 板 | 先 発 | 完 投 | 完 封 | 無 四 球 | 勝 利 | 敗 戦 | セ 丨 ブ | ホ 丨 ル ド | 勝 率 | 打 者 | 投 球 回 | 被 安 打 | 被 本 塁 打 | 与 四 球 | 敬 遠 | 与 死 球 | 奪 三 振 | 暴 投 | ボ 丨 ク | 失 点 | 自 責 点 | 防 御 率 | W H I P |
| -------- | -------- | ----- | ----- | ----- | ----- | -------- | ----- | ----- | -------- | ----------- | ----- | ----- | -------- | -------- | ----------- | -------- | ----- | -------- | -------- | ----- | -------- | ----- | -------- | -------- | ------- |
| 2010     | ATL      | 79    | 0     | 0     | 0     | 0        | 4     | 4     | 1        | 24          | .500  | 350   | 83.0     | 61       | 1           | 39       | 2     | 8        | 93       | 4     | 0        | 30    | 18       | 1.95     | 1.21    |
| 2011     | ATL      | 85    | 0     | 0     | 0     | 0        | 6     | 2     | 5        | 35          | .750  | 357   | 88.0     | 53       | 2           | 43       | 7     | 5        | 96       | 4     | 0        | 19    | 18       | 1.84     | 1.09    |
| 2012     | ATL      | 66    | 0     | 0     | 0     | 0        | 5     | 4     | 0        | 20          | .556  | 262   | 58.2     | 61       | 6           | 28       | 3     | 5        | 69       | 9     | 0        | 23    | 21       | 3.22     | 1.52    |
| 2018     | TB       | 22    | 1     | 0     | 0     | 0        | 1     | 1     | 1        | 5           | .500  | 58    | 14.0     | 11       | 1           | 6        | 1     | 0        | 11       | 0     | 0        | 6     | 6        | 3.86     | 1.21    |
| 2018     | ATL      | 28    | 0     | 0     | 0     | 0        | 4     | 1     | 2        | 10          | .800  | 87    | 20.1     | 15       | 0           | 10       | 2     | 1        | 16       | 3     | 0        | 9     | 8        | 3.54     | 1.23    |
| '18計    | ATL      | 50    | 1     | 0     | 0     | 0        | 5     | 2     | 3        | 15          | .714  | 145   | 34.1     | 26       | 1           | 16       | 3     | 1        | 27       | 3     | 0        | 15    | 14       | 3.67     | 1.22    |
| 2019     | ATL      | 9     | 0     | 0     | 0     | 0        | 0     | 0     | 1        | 1           | .---  | 31    | 4.2      | 9        | 3           | 8        | 0     | 0        | 7        | 0     | 0        | 13    | 9        | 17.36    | 3.64    |
| 2019     | WSH      | 3     | 0     | 0     | 0     | 0        | 0     | 1     | 0        | 1           | .000  | 18    | 3.1      | 3        | 0           | 2        | 1     | 2        | 5        | 0     | 0        | 3     | 2        | 5.40     | 1.50    |
| '19計    | WSH      | 12    | 0     | 0     | 0     | 0        | 0     | 1     | 1        | 2           | .000  | 49    | 8.0      | 12       | 3           | 10       | 1     | 2        | 12       | 0     | 0        | 16    | 11       | 12.38    | 2.75    |
| MLB：5年 | MLB：5年 | 292   | 1     | 0     | 0     | 0        | 20    | 13    | 10       | 96          | .606  | 1163  | 272.0    | 213      | 13          | 136      | 16    | 21       | 297      | 20    | 0        | 103   | 82       | 2.71     | 1.28    |

- 各年度の太字はリーグ最高

### 年度別守備成績
| 年 度 | 球 団 | 投手（P） | 投手（P） | 投手（P） | 投手（P） | 投手（P） | 投手（P） |
| 年 度 | 球 団 | 試 合     | 刺 殺     | 補 殺     | 失 策     | 併 殺     | 守 備 率  |
| ----- | ----- | --------- | --------- | --------- | --------- | --------- | --------- |
| 2010  | ATL   | 79        | 2         | 15        | 2         | 0         | .895      |
| 2011  | ATL   | 85        | 6         | 19        | 2         | 1         | .926      |
| 2012  | ATL   | 66        | 1         | 9         | 2         | 0         | .833      |
| 2018  | TB    | 22        | 2         | 1         | 0         | 0         | 1.000     |
| 2018  | ATL   | 28        | 0         | 3         | 0         | 0         | 1.000     |
| '18計 | ATL   | 50        | 2         | 4         | 0         | 0         | 1.000     |
| 2019  | ATL   | 9         | 0         | 0         | 0         | 0         | ----      |
| 2019  | WSH   | 3         | 0         | 0         | 0         | 0         | ----      |
| '19計 | WSH   | 12        | 0         | 0         | 0         | 0         | ----      |
| MLB   | MLB   | 292       | 11        | 47        | 6         | 1         | .906      |

- 各年度の太字はリーグ最高

### 表彰
- カムバック賞：1回（2018年）

### 記録
- MLBオールスターゲーム選出：1回（2011年）

### 背番号
- 39（2010年 - 2012年、2019年6月29日 - 同年終了）
- 49（2018年 - 同年7月25日）
- 48（2018年7月27日 - 2019年5月17日）